# Ной (филм)
„Ной“ (на английски: Noah) е американски филм от 2014 г. на режисьора Дарън Аронофски, базиран на историята за Потопа и Ноевия ковчег от „Битие“.

## Актьорски състав
- Ръсел Кроу – Ной
- Дженифър Конъли – Ноема, съпруга на Ной
- Ема Уотсън – Ила, съпруга на Сим
- Рей Уинстън – Тубал-Каин, враг на Ной, потомък на Каин
  - Фин Уитрок – Тубал-Каин (като млад)
- Лоуган Лърман – Хам, син на Ной
- Дъглас Бут – Сим, син на Ной
- Лео Макхю Каръл – Яфет, син на Ной
- Антъни Хопкинс – Матусал, дядо на Ной
- Мартон Чокаш – Ламех, баща на Ной
- Мадисън Девънпорт – На'ел
- Франк Ланджела – Ог (глас)
- Ник Нолти – Самяза (глас)
- Марк Марголис – Магог (глас)
- Кевин Дюранд – Рамаил (глас)

## Награди и номинации
| Категория                                   | Номиниран(и)                                | Резултат                          |
| Златен глобус (11 януари 2015 г.)           | Златен глобус (11 януари 2015 г.)           | Златен глобус (11 януари 2015 г.) |
| ------------------------------------------- | ------------------------------------------- | --------------------------------- |
| Най-добра оригинална песен                  | „Mercy Is“ на Лени Кей и Пати Смит          | номинация                         |
| Сателит (15 февруари 2015 г.)               |                                             |                                   |
| Най-добри декори                            | Най-добри декори                            | номинация                         |
| Най-добър дизайн на костюми                 | Най-добър дизайн на костюми                 | номинация                         |
| Най-добри визуални ефекти                   | Най-добри визуални ефекти                   | номинация                         |
| Най-добър звук                              | Най-добър звук                              | номинация                         |
| Ани (31 януари 2015 г.)                     |                                             |                                   |
| Най-добри анимационни ефекти в игрален филм | Най-добри анимационни ефекти в игрален филм | номинация                         |
| Сатурн (25 юни 2015 г.)                     |                                             |                                   |
| Най-добър екшън или приключенски филм       | Най-добър екшън или приключенски филм       | номинация                         |